# Педагогически колеж (Плевен)
Педагогическият колеж в Плевен е висше училище за обучение на педагогически кадри. Включен е в структурата на Великотърновския университет „Св. св. Кирил и Методий“

## История
Намира се в централната част на града. Разполага с добра съвременно обзаведена учебна база – 18 учебни помещения с общо 1000 места, библиотека, студентски стол, места за спорт и отдих. В колежа за срок от 3 години се обучават педагози с образователна степен „професионален бакалавър“ и квалификация „учител“. След завършването на колежа получилите диплома за професионален бакалавър могат да продължат обучението си по същото направление в магистърска степен.